# Notiomastodon platensis
Notiomastodon platensis és un proboscidi extint membre de la família dels gomfotèrids que visqué a Sud-amèrica des del Plistocè inferior fins a l'Holocè inferior al final de l'última edat de gel. És l'única espècie coneguda del gènere Notiomastodon.

## Taxonomia
Durant els segles xix i xx els paleontòlegs van descriure fins a quatre gèneres diferents de gomfotèrids a Sud-amèrica: Cuverionius, Notiomastodon, Stegomastodon i Haplomastodon. A principis del segle xxi les revisions taxonòmiques realitzades han reduït el nombre de gèneres a dos, Cuverionius i Notiomastodon; i els fòssils prèviament assignats a Stegomastodon, que ha quedat restringit només a Nord-amèrica, i Haplomastodon, el qual es tracta d'un sinònim de Notiomastodon, actualment es classifiquen com a Notiomastodon.

## Evolució
Hi ha dues hipòtesis que expliquen l'evolució dels gomfotèrids a Sud-amèrica; la primera considera hi hagué una sola immigració de Cuvieronius des de Centre-amèrica a través de l'Istme de Panamà entre fa 2,5 i 3 milions d'anys, posteriorment a partir d'aquesta població inicial de Cuvieronius va evolucionar Notiomastodon; i la segona que es produïren dues immigracions independents, una de Cuvieronius i l'altre de Notiomastodon, aquesta darrera hipòtesi assumeix que Notiomastodon és el tàxon germà de Rhynchotherium i que Notiomastodon va habitar Centre-Amèrica malgrat no s'hagin trobat fòssils que ho confirmin, tanmateix sí que s'ha trobat una molar d'un gomfotèrid amb característiques semblants a les de Notiomastodon a Costa Rica.

## Descripció
Notiomastodon es caracteritzava per tenir un crani relativament curt i alt, posseir només dos ullals superiors; els quals podien ser rectilinis o lleugerament corbats, a diferència d'altres gomfotèrids que en tenien quatre, dos a cada maxil·lar. Les reconstruccions realitzades han estimat que els individus més grans podien arribar a mesurar 2,85 m d'alçada a l'altura de l'espatlla i pesar fins a 6,5 tones.

## Distribució
Notiomastodon tenia una àmplia distribució a Sud-amèrica, s'han descrit fòssils a Colòmbia, Veneçuela, Brasil, Argentina, Paraguai, Uruguai, Xile, Perú i l'Equador. Antigament s'havia associat la presència de Notiomastodon a les planes i la de Cuvieronius a les terres altes sud-americanes al voltant dels Andes; tanmateix a l'actualitat s'accepta que ambdós gèneres van ser presents als dos tipus d'hàbitats.

## Alimentació
S'ha establert un gradient latitudinal en l'alimentació del Notiomastodon. A les zones de latituds baixes properes a l'equador la seva dieta consistia principalment en plantes C4, en latituds mitjanes era una combinació de plantes C3 i C4 i a partir dels 33º o més es basava principalment en plantes C3.

## Extinció
Notiomastodon va desaparèixer fa 11.000 anys, al final de l'ultima edat de gel en el límit entre les èpoques del Plistocè i l'Holocè. La seva extinció es produí simultàniament a la desaparició també de moltes altres espècies de la megafauna sud-americana. La major part dels estudis realitzats suggereixen una combinació dels efectes del canvi climàtic durant el final de l'últim període glacial i la caça per part dels humans com els responsables de la seva extinció.